# Происшествие с Boeing 747 близ Гавайских островов
Происшествие с Boeing 747 близ Гавайских островов — авиационная катастрофа в результате теракта, произошедшая 11 августа 1982 года. Boeing 747-100 авиакомпании Pan American World Airways выполнял плановый рейс 830 по маршруту Токио—Гонолулу—Лос-Анджелес, но при подлёте к аэропорту Гонолулу в салоне лайнера взорвалась бомба. Погиб 1 человек, 16 были ранены. Экипаж смог успешно посадить лайнер в Гонолулу.

## Самолёт
Пострадавшим самолётом был Boeing 747-121 с регистрационным номером N754PA и серийным 19658/47. Совершил свой первый полёт 15 мая 1970 года и был доставлен Pan American 26 мая 1970 года.

## Происшествие
Самолёт находился примерно в 119 километрах к северу от Лихуэ и в 271 к северо-западу от Гонолулу, находясь на высоте 11 000 метров с 270 пассажирами и 15 членами экипажа, когда на его борту взорвалась бомба, находившаяся под пассажирским сиденьем. В результате взрыва погиб 16-летний японец Тору Озаву, а также пострадали ещё 16 человек (включая родителей погибшего), были повреждены пол и потолок лайнера. Самолёт совершил вынужденную посадку в Гонолулу без дальнейших человеческих жертв.

## Последующие события

### Террористы
Бомба была заложена Мухаммедом Рашедом, иорданцем, связанным с «Организацией 15 мая». В 1988 году он был арестован в Греции и был приговорён к 15 годам тюремного заключения за совершение убийства. Был условно освобождён в 1996 году. Позже он был экстрадирован в США из Египта в 1998 году. В 2006 году он был приговорён ещё к семи годам заключения в тюрьме. В соответствии с его соглашением с прокурорами США о предоставлении информации о других террористических заговорах он был освобождён из тюрьмы в марте 2013 года, но по состоянию на март 2014 года всё ещё оставался в федеральном иммиграционном следственном изоляторе в северной части штата Нью-Йорк в ожидании депортации. В ноябре 2016 года Рашед уехал в Мавританию.
Хусейн Мухаммад аль-Умари также был обвинён в причастности к взрыву и в 2009 году был внесён в список наиболее разыскиваемых террористов ФБР. 24 ноября 2009 года Государственный департамент объявил, что предлагает вознаграждение в размере до 5 миллионов долларов за поимку террориста вместо ранее предложенных 200 тысяч.

### Судьба пострадавшего самолёта
В результате теракта Boeing 747 получил незначительные повреждения и был восстановлен. Лайнер продолжал работать в Pan American до 20 января 1988 года, когда был передан авиакомпании Cargolux, конвертированный как грузовой самолёт и получивший новый регистрационный номер — LX-FCV. 1 марта 1988 года был передан Lionair, а через год после этого, 1 марта 1989 года, поступил во флот Air France. 15 июня 1990 был передан Corseair International. 31 января 1991 года получил регистрационный номер F-GIMJ и 1 июня 1991 поступил Corsair.
Самолёт был выведен из эксплуатации в 1998 году и порезан на металлолом в марте 2005.